# 石岱
石岱（1967年9月—），女，汉族，辽宁丹东人，中华人民共和国政治人物。曾任中共宁夏回族自治区党委常委、组织部部长，全国妇联副主席（兼），现任招商局集团有限公司董事、总经理。
2018年10月25日，中华全国总工会第十七届执行委员会召开第一次全体会议，选举全总十七届执委会主席、副主席和主席团委员，她当选为全总副主席。